# Pyramidellidae

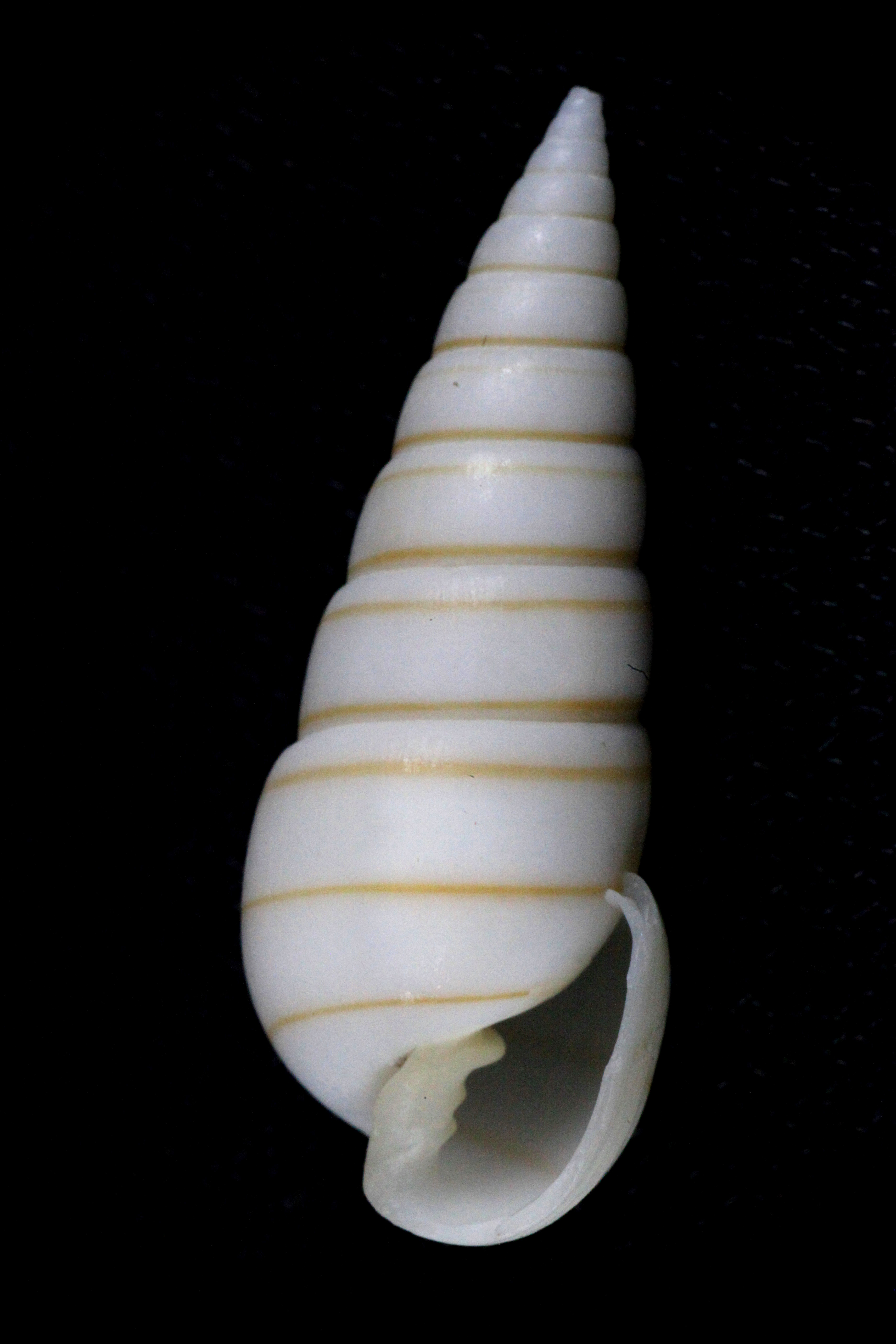
Pyramidella dolabrata

Die Pyramidellidae sind eine artenreiche Familie meist sehr kleiner bis kleiner, ausschließlich mariner Schnecken innerhalb der Heterobranchia, die weltweit verbreitet sind. Sie leben als Ektoparasiten an einer Vielzahl von Wirtstieren. Mehr als 6000 Arten und 350 Gattungen sind beschrieben.

## Merkmale
Die Pyramidellidae haben hohe kegelförmige Gehäuse, in die der ganze Körper der Schnecke zurückgezogen werden kann. Der Protoconch ist linksgewunden und der Rest des Gehäuses rechtsgewunden. Die Gehäusemündung, deren Form je nach Art variiert, kann mit einem Operculum verschlossen werden.
Eine Falte des Fußes, das an der Mittellinie leicht eingekerbte Mentum, ragt vorn zwischen dem Kopf und Propodium hervor. Die Fühler, zwischen denen die Augen sitzen, haben eine konkave Oberfläche.
Die Schnecken besitzen einen ausstülpbaren Rüssel mit stilettartigen Kiefern, mittels dessen Wirtstiere angebohrt werden. Eine Radula ist nicht vorhanden.
Die Tiere sind Zwitter, die gleichzeitig Spermien und Eizellen produzieren. Sie begatten sich mit ihren Penissen gegenseitig. Die befruchteten Eizellen werden in gallertigen Gelegen abgelegt, innerhalb derer sich die Veliger-Larven von Dotter ernähren oder auch nach einigen Tagen als frei schwimmende Larven die Kapsel verlassen, um bis zur Metamorphose, oft nur wenige Tage, als Plankton zu leben.
Die Pyramidellidae sind meist sehr klein mit einer Gehäuselänge von wenigen Millimetern, nur ausnahmsweise bis zu 5 Zentimetern.
Die Tiere leben als Ektoparasiten an verschiedenen Wirtstieren, insbesondere Polychaeten und Weichtieren, aber auch Spritzwürmern, Krebsen, Schwämmen und Seescheiden. Nur wenige Arten der Pyramidellidae sind wirtsspezifisch. Die meisten Arten sind bei der Wahl des Wirtes nicht wählerisch.

## Systematik
Nach Bouchet und Rocroi (2005) bildet die Familie Pyramidellidae mit der Familie Amathinidae Ponder, 1987 die Überfamilie Pyramidelloidea. Die Familie Pyramidellidae hat über 6000 Arten in etwa 350 Gattungen.
- Familie Pyramidellidae
  - Unterfamilie Chrysallidinae
    - Gattung Babella
    - Gattung Boonea
    - Gattung Chrysallida
    - Gattung Egilina
    - Gattung Parthenina
    - Gattung Spiralinella

  - Unterfamilie Cingulininae
    - Gattung Cingulina

  - Unterfamilie Cyclostremellinae
    - Gattung Cyclostremella

  - Unterfamilie Eulimellinae
    - Gattung Eulimella

  - Unterfamilie Odostomellinae
    - Gattung Odostomella
    - Gattung Heviera

  - Unterfamilie Odostomiinae
    - Gattung Brachystomia
    - Gattung Jordaniella
    - Gattung Linopyrga
    - Gattung Liostomia
    - Gattung Megastomia
    - Gattung Noemiamea
    - Gattung Odostomia
    - Gattung Ondina

  - Unterfamilie Pyramidellinae
    - Gattung Longchaeus
    - Gattung Milda (Schnecke)
    - Gattung Otopleura
    - Gattung Pyramidella

  - Unterfamilie Sayellinae
    - Gattung Sayella

  - Unterfamilie Syrnolininae
    - Gattung Syrnola

  - Unterfamilie Tiberiinae
    - Gattung Tiberia

  - Unterfamilie Turbonillinae
    - Gattung Bartschella (Schnecke)
    - Gattung Careliopsis
    - Gattung Chemnitzia
    - Gattung Cylindriturbonilla
    - Gattung Dunkeria
    - Gattung Pyrgiscus
    - Gattung Ptycheulimella
    - Gattung Turbonilla